# Давила, Гильермо
Гильермо Давила (родился 18 марта 1955 года в Байладорес) — венесуэльский актёр и певец, снявшийся во многих теленовеллах.

## Биография
Начав свою театральную карьеру в 1970-х годах, Давила впервые получил национальную известность после того, как снялся в теленовелле «Лигия Елена» вместе с её продолжением «Начо». Тогда его международная известность начала расти, и в 1984 году он отправился в Пуэрто-Рико, где снялся вместе с Ивонной Годерич в 1984 году в мыльной опере «Диана Каролина» для WAPA-TV. Заглавная песня сериала «Toda La Luz» стала хитом номер один.
Давила продолжал сниматься в теленовеллах, а в 1992 году он снова получил известность после того, как снялся в фильме «Замарашка»
Как певец, Давила выпустил более десяти альбомов, некоторые из которых достигли международного платинового или золотого статуса. Он пел песни в саундтреках почти ко всем мыльным операм, в которых снимался.
У Давилы был международный хит в 1989 году, когда он записал дуэт с поп-певицей Киарой; сингл назывался «Тесоро Мио» («Мое сокровище») и был из теленовеллы «Реванш». Его первый альбом на новой сцене, Tu Corazón, вышел в 1990 году

## Личная жизнь
Давила был женат три раза. Его второй брак был с венесуэльской актрисой и телеведущей Чикинкирой Дельгадо, с которой у него есть одна из двух дочерей. У него две дочери (Даниэла и Мария Елена) и сын (Гильермо). Он проводит время между Каракасом и Майами, где в настоящее время проживает. В начале 90-х у него также была дочь, которую он не признавал до тех пор, пока венесуэльский суд не обязал Гильермо сделать это. Её звали Даниэла Давила, которая в настоящее время живёт в Венесуэле и у которой нет никаких отношений со своим отцом. У него также есть сын в Перу. Васко, талантливый 19-летний юноша, которого знаменитый певец считал «ошибкой» и «несчастным случаем». К сожалению, это судебное дело было отклонено коррумпированным адвокатом в Перу. Васко проживает в Перу и хочет продолжить свою опеку за границей. 21 августа 2021 года Гильермо наконец признал Васко Мадуэно своим сыном.

## Болезнь
2 ноября 2014 года Давила прибыл в международный аэропорт имени Луиса Муньоса Марина в Сан-Хуане, Пуэрто-Рико, рейсом из международного аэропорта Майами, по-видимому, простудившись. Однако его состояние ухудшилось, и позже он был госпитализирован в больницу Centro Medico в Сан-Хуане под строгой секретностью. У него была диагностирована пневмония, и он находился в тяжелом состоянии. Венесуэльский артист Карлос Мата посетила Давилу и опубликовала в Интернете, что Давила дышал искусственно, но жена Давилы Лаура Эчеваррия заявила 7 ноября, через несколько дней после прибытия в Пуэрто-Рико, чтобы быть у постели мужа, что Давила по-прежнему находится в стабильном состоянии. 16 ноября Давиле стало намного лучше, и ожидалось, что он останется в хорошем состоянии.
Позже Давила восстановился и смог выступить в Пуэрто-Рико 21 февраля 2015 года.

## Дискография
1. Гильермо Давила (1982 венесуэльский релиз в качестве Соно-Родвена) (1983 американский релиз в качестве топ-хитов)
2. Un Poco de Amor (1983, Венесуэла, выпуск как Sono-Rodven) (1984, США, выпуск как Rodven, США)
3. Definitivamente (1984 выпуск в Венесуэле как Sono-Rodven) (1985 выпуск в США как Rodven США)
4. Кантаре Пара Ти (1985, Венесуэла, выпуск как Соно-Родвен) (1986, США, выпуск как Родвен, США)
5. Guillermo Dávila 5 (1988) (1990 U.S. release as Tú Corazón)
6. Éxitos Y Algo Más (1990)
7. Туйо (1990) (выпуск 1991 года в США)
8. Por Amarte Tanto (1992)
9. Dulce Enemiga Y Otros Éxitos De Guillermo Dávila (1995)
10. Días de Pasión (1998)

## Синглы
| Год  | Песня                     | Горячие Латиноамериканские песни | Альбом            |
| ---- | ------------------------- | -------------------------------- | ----------------- |
| 1990 | «Тесоро Мио (с Киарой)»   | 3                                | Éxitos Y Algo Más |
| 1990 | «Ábreme La Puerta»        | 39                               | Éxitos Y Algo Más |
| 1991 | «Yo Necesito Más De Ti»   | 17                               | Tuyo              |
| 1993 | «Por Amarte Tanto»        | 31                               | Por Amarte Tanto  |
| 1993 | «Cuando Se Acaba El Amor» | 5                                | Por Amarte Tanto  |
| 1994 | «Barco A La Deriva»       | 30                               | Por Amarte Tanto  |

## Telenovelas
- 1982: Ligia Elena as Ignacio Ramón Nacho Gamboa
- 1983: Nacho as Ignacio Ramón Nacho Gamboa
- 1984: Диана Каролина
- 1985: Cantaré para ti
- 1986: El Sol Sale Para Todos
- 1989: Фабиола в роли Карлоса Альберто
- 1990: Очаровательная Моника в роли Луиса Альфредо
- 1992: Замарашка as Miguel Ángel González De la Vega
- 1995: МИлый враг as Julio Cesar Guerrero
- 1997: Contra Viento y Marea as Sebastián León
- 1999: Sueños as Jose Carlos de la Vega
- 2001: Фелина в роли Абеля
- 2004: Cosita Rica as Gastón
- 2006: Ciudad Bendita as Macario
- 2007: Тода уна дама в роли Хуана Хосе Рейеса «Джей Джей»
- 2008: Nadie me dirá como quererte as Francisco Alonso
- 2013: Las Bandidas as Rodrigo Irazábal